# Dąbrówka Starzeńska (gromada)
Dąbrówka Starzeńska – dawna gromada, czyli najmniejsza jednostka podziału terytorialnego Polskiej Rzeczypospolitej Ludowej w latach 1954–1972.
Gromady, z gromadzkimi radami narodowymi (GRN) jako organami władzy najniższego stopnia na wsi, funkcjonowały od reformy reorganizującej administrację wiejską przeprowadzonej jesienią 1954 do momentu ich zniesienia z dniem 1 stycznia 1973, tym samym wypierając organizację gminną w latach 1954–1972.
Gromadę Dąbrówka Starzeńska z siedzibą GRN w Dąbrówce Starzeńskiej utworzono 1 stycznia 1969 w powiecie brzozowskim w woj. rzeszowskim przez połączenie zniesionych gromad Bartkówka i Siedliska w jedną jednostkę o nazwie gromada Dąbrówka Starzeńska. Dla gromady ustalono 27 członków gromadzkiej rady narodowej.
Gromada przetrwała do końca 1972 roku, czyli do kolejnej reformy gminnej.